# دانشگاه خوزه انتونیو پاز
دانشگاه خوزه انتونیو پاز (به اسپانیایی: Universidad José Antonio Páez) یک دانشگاه در ونزوئلا است که در والنسیا، کارابوبو واقع شده‌است.